# Замак на Тракајском полуострву
Замак на Тракајском полуострву (литв. Trakų pusiasalio pilis) налази се у месту Тракај у Литванији. Налази се на 54,646° северне географске ширине и 24,937° источне географске дужине. Замак је саграђен у 14. веку од стране Кејстута (литв. Kęstutis), литванског великог војводе. Обнова замка започета је 2007. године.